# Lanfranco da Albegno
Lanfranco da Albegno (XIV secolo) è stato un letterato, più precisamente un magister, cioè un uomo di cultura, italiano.
Di lui è conservato un piccolo codice membranaceo presso la Biblioteca civica Angelo Mai di Bergamo (segnatura MA 159).
Il suo manoscritto è da considerarsi uno dei primi glossari di Bergamasco-Latino. Vi si trovano dei modi di dire tipici del dialetto bergamasco tradotti in latino, lingua ufficiale degli intellettuali del tempo. Il libretto rilegato è stato realizzato riscrivendo il testo su 22 pergamene, già precedentemente usate e cancellate con la pietra pomice mediante sfregamento. A causa di questo trattamento le pergamene risultano deteriorate e a tratti bucate. Sul verso della copertina si trova scritto un atto notarile. Nelle 21 pagine di contenuto si leggono sussidi di didattica e grammatica, mentre nell'ultima pagina ci sono prove di scrittura. 
Il libretto inizia con queste parole «Iste liber est magistri Lanfranci de Albenio qui libenter discitur a quocunque»: «Questo libro è del maestro Lanfranco da Albegno e può essere volentieri imparato da chiunque».
A Lanfranco è stata intitolata la biblioteca comunale di Treviolo (BG), in qualità di più antica persona documentata del territorio comunale.